# Divorum
Le Divorum, Templum Divorum ou Porticus Divorum est un monument de la Rome antique situé sur le Champ de Mars construit sous Domitien.

## Localisation
Le monument se situe entre la Via Flaminia à l'ouest et les Saepta Iulia à l'est, peut-être sur le site de la Villa Publica républicaine.

## Histoire
Le Divorum est construit par Domitien après l'incendie qui a endommagé les monuments de la zone sous Titus.

## Description
Le complexe apparaît sur plusieurs fragments de la Forma Urbis permettant une description assez précise. Il se compose d'un portique clos (Porticus Divorum) de 200 × 55 mètres (environ trente colonnes sur les côtés longs et seize sur les côtés courts) et de deux petits temples tétrastyles prostyles placés face à face sur le côté nord, l'un dédié au divin Titus (Aedes Divi Titi) et l'autre dédié au divin Vespasien (Aedes Divi Vespasiani). L'entrée du complexe se trouve au centre du côté nord et prend la forme d'un arc à trois baies encadré par deux bâtiments aux fonctions inconnues construits selon un plan de mégaron. Le portique ceint une esplanade arborée en partie occupée au sud par un autel, qui pourrait être identifié à l'autel de Mars, à moins que ce dernier ne soit une structure indépendante.